# Kopalnia Węgla Brunatnego „Bełchatów”
Kopalnia Węgla Brunatnego „Bełchatów” – odkrywkowa kopalnia węgla brunatnego na terenie gminy Kleszczów, w powiecie bełchatowskim, w województwie łódzkim. Jedna z największych kopalni odkrywkowych w Europie.
Podmiotem zarządzającym kopalnią jest PGE Górnictwo i Energetyka Konwencjonalna S.A. Oddział KWB Bełchatów. 1 stycznia 1999 roku Kopalnia Węgla Brunatnego „Bełchatów” rozpoczęła proces komercjalizacji, stając się spółką akcyjną. W latach 2003–2007 wchodziła w skład holdingu BOT SA. Obecnie jest samodzielnym oddziałem spółki PGE Górnictwo i Energetyka Konwencjonalna SA będącej częścią Polskiej Grupy Energetycznej.
Głównym odbiorcą urobku jest Elektrownia Bełchatów. Kopalnię można obserwować z trzech punktów widokowych: na Górze Kamieńskiej i w Żłobnicy.

## Historia
Odkrycie węgla brunatnego w regionie bełchatowskim nastąpiło w grudniu 1960 roku. 17 stycznia 1975 roku zostało utworzone Przedsiębiorstwo Państwowe Kopalnia Węgla Brunatnego „Bełchatów” w budowie. 6 czerwca 1977 roku nastąpiło rozpoczęcie pracy I układu KTZ (koparka – taśmociąg – zwałowarka) na odkrywce Bełchatów, zaś wydobycie pierwszych ton węgla brunatnego miało miejsce 19 listopada 1980 roku. Projektowaną zdolność wydobywczą 38,5 mln ton węgla brunatnego rocznie, kopalnia osiągnęła w 1988 roku. 12 września 1999 roku miało miejsce wydobycie 500-milionowej tony węgla z Pola „Bełchatów” i osiągnięcie półmetka eksploatacji.
Od 21 października 2002 rozpoczęto rozruch pracy I układu KTZ w odkrywce w Szczercowie (w prostej linii 17,3 km na płn-zach od elektrowni), zaś 17 sierpnia 2009 roku miało wydobycie pierwszego węgla z Pola „Szczerców”. Zasoby przemysłowe pola  szacowane są na 720 mln ton. W dniu 14 grudnia 2013 roku koparka K-41 w Polu Szczerców wydobyła miliardową tonę węgla z KWB Bełchatów.

## Plany
Do 2028 r. planowane jest zakończenie wydobycia w Polu „Bełchatów”, w ramach kamienia milowego Terytorialnego Planu Sprawiedliwej Transformacji (TPST) Województwa Łódzkiego.
Koncesja dla Pola „Bełchatów” obowiązuje do 31 grudnia 2026 r., zaś dla Pola „Szczerców” do 17 września 2038 r.
Wydobycie węgla będzie ograniczane z 34,8 mln ton w 2020 r. do 8,4 mln ton w 2030 r.
W pośrednich etapach planowane jest ograniczenie do 17,3 mln ton w 2026 r. oraz do 14,4 mln	ton w 2028 r., według zaktualizowanej w styczniu 2024 r. wersji TPST.

## Zasoby
Zasoby całego złoża bełchatowskiego (2 mld ton), zgodnie z planem ich zagospodarowania, zostaną wykorzystane do około 2038 roku.
W ramach odkrytego złoża węgla brunatnego wydzielono 3 obszary jego zalegania:
- Pole „Kamieńsk”,
- Pole „Bełchatów”,
- Pole „Szczerców”.

Do eksploatacji zakwalifikowano węgiel zalegający w polach „Bełchatów” i „Szczerców”. W wyniku zdejmowania nadkładu z Pola „Bełchatów” powstała Góra Kamieńska.
Rozważana była także eksploatacja pola „Złoczew”, zlokalizowanego na granicy powiatów wieluńskiego i sieradzkiego oddalonego od elektrowni o prawie 60 km, którego zasoby szacowane są na 530 mln ton.
Jednak w 2021 r. GDOŚ uchylił decyzję środowiskową dla wydobycia węgla ze złoża Złoczew, a według TPST nie przewiduje się jego eksploatacji.